# Elisângelo Ramos
Elisângelo Ramos: jornalista caboverdiano desde 1997. Formado em Jornalismo Radiofónico, Televisivo e Imprensa Escrita. É repórter da Rádio de Cabo Verde (RCV) na Cidade da Praia, e produtor de programas de culturais.
Em 1996 passou a fazer parte do grupo de colaboradores da então então Rádio Nacional de Cabo Verde passando mais tarde (1997) a integrar o quadro da Radiotelevisão Cabo-verdiana, recém-criada.
Durante estes anos em que está na rádio pública tem realizado trabalhos em todas as áreas - politica, sociedade e cultura.
Começou a actividade radiofónica na Rádio Nova - Emissora Cristã de Cabo Verde (1993) onde produziu e apresentou vários programas de índole cultural. Foi correspondente da Rádio Canal África de Joanesburgo (1998/99). Correspondeu com a Lusa, Agência Portuguesa de Notícias; colaborador da Agência Cabo-verdiana de Notícias, Inforpress. Tem colaboração em vários sítios cabo-verdianos. Frequentou até agora mais de uma dezena de formações em áreas especificas do   Jornalismo e da Rádio tendo, recentemente, frequentado em 2009 na capital angolana, Luanda, uma formação intensiva em Jornalismo Cultural, promovida pela Academia Voz da Alemanha.
É formado em Produção Cinematográfica, Mindelo 1996. Participou em três filmes rodados em Cabo Verde como assistente de produção. Em dois como actor secundário. Cursado em Expressão Corporal e Vocal pelo Instituto Camões – Centro Cultural Português, Mindelo (1993/1996). É Có-Fundador da Associação Artística e Cultural MINDELACT,  Mindelo (1995). Na década de 90 – em colaboração – com a Editora Sons d’África lançou vários discos de músicos cabo-verdianos.